# Kazimierz Biskupi (gmina)
Kazimierz Biskupi (do 1870 gmina Przyjma) – gmina wiejska w województwie wielkopolskim, w powiecie konińskim. W latach 1975–1998 gmina położona była w województwie konińskim.
Siedziba gminy to Kazimierz Biskupi.
Według danych z 31 grudnia 2010 gminę zamieszkiwało 11 112 osób.
Na terenie gminy funkcjonuje lądowisko Konin-Kazimierz Biskupi.

## Struktura powierzchni
Według danych z roku 2002 gmina Kazimierz Biskupi ma obszar 107,96 km², w tym:
- użytki rolne: 43%
- użytki leśne: 26%

Gmina stanowi 6,84% powierzchni powiatu.

## Demografia

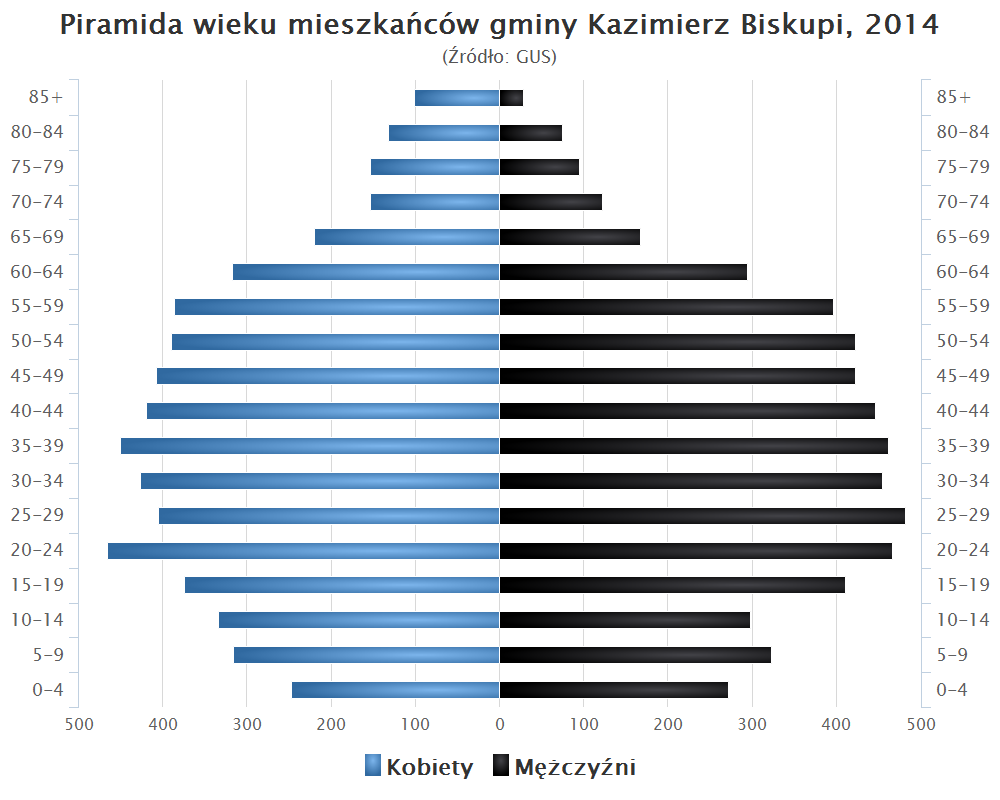
Piramida wieku mieszkańców gminy Kazimierz Biskupi w 2014 roku

Dane z 31 grudnia 2011:
| Opis                              | Ogółem | Ogółem | Kobiety | Kobiety | Mężczyźni | Mężczyźni |
| --------------------------------- | ------ | ------ | ------- | ------- | --------- | --------- |
| jednostka                         | osób   | %      | osób    | %       | osób      | %         |
| populacja                         | 11 112 | 100    | 5573    | 50,15   | 5539      | 49,85     |
| gęstość zaludnienia (mieszk./km²) | 102,92 | 102,92 | 51,62   | 51,62   | 51,30     | 51,30     |

## Oświata
- Szkoła Podstawowa im. Jana Pawła II w Kazimierzu Biskupim;
- Szkoła Podstawowa im. Bohaterów Powstania Styczniowego w Dobrosołowie;
- Szkoła Podstawowa im. Stanisława Mańkowskiego w Kozarzewku[4];
- Szkoła Podstawowa w Sokółkach[5]

## Ochotnicza Straż Pożarna
- OSP Kazimierz Biskupi;
- OSP Dobrosołowo[6];
- OSP Jóźwin;
- OSP Tokarki;
- OSP Bielawy[7];
- OSP Bochlewo[8][9]

## Koła Gospodyń Wiejskich
- Koło Gospodyń Wiejskich w Kamienicy;
- Koło Gospodyń Wiejskich "Kazimierzanki" w Kazimierzu Biskupim;
- Koło Gospodyń Wiejskich w Jóźwinie;
- Koło Gospodyń Wiejskich w Bielawach;
- Koło Gospodyń Wiejskich w Cząstkowie;
- Koło Gospodyń Wiejskich w Posadzie[10]

## Sołectwa
Anielewo, Bochlewo, Cząstków, Daninów, Dobrosołowo, Jóźwin, Kamienica, Kazimierz Biskupi, Komorowo, Kozarzew, Kozarzewek, Nieświastów, Posada, Sokółki, Tokarki, Wieruszew, Władzimirów, Wola Łaszczowa.

## Pozostałe miejscowości
Bielawy, Bieniszew, Bieniszew-Klasztor, Bochlewo Drugie, Borowe, Dębówka, Dobrosołowo Drugie, Dobrosołowo Pierwsze, Dobrosołowo Trzecie, Kamienica-Majątek, Komorowo-Kolonia, Ludwików, Marantów, Mokra, Nieświastów (osada), Olesin, Olszowe, Radwaniec, Smuczyn, Sowia Góra, Stefanowo, Tokarki Pierwsze, Tokarki Drugie, Trzy Kopce, Warznia, Wierzchy, Wygoda.

## Sąsiednie gminy
Golina, Kleczew, Konin, Ostrowite, Słupca, Ślesin